# Karl-Valentin-Orden
Der Karl-Valentin-Orden ist ein nach dem Münchner Komiker Karl Valentin benannter Faschingsorden.

## Geschichte
Am 11. November 1972 beschloss die Münchner Faschingsgesellschaft Narrhalla anlässlich ihres 80. Geburtstags die Stiftung des Ordens.
Dieser besteht aus einer 15 Zentimeter großen, aus feinvergoldetem Sterlingsilber geschmiedeten Karl-Valentin-Figur mit Dreirad.
Der Orden wird seit 1973 jährlich im Januar verliehen. Der erste Orden wurde jedoch schon 1967 vom damaligen Leiter des Karl Valentin-Musäums, Hannes König, verliehen.
Er geht an eine Persönlichkeit aus Politik, Kunst, Wissenschaft, Literatur oder Sport und ist eine Auszeichnung für die, nach Meinung der Narrhalla, „humorvollste bzw. hintergründigste Bemerkung im Sinne von Karl Valentin, für eine Rede oder Handlung, für ein Zitat, welches in der Öffentlichkeit publik wurde“. Unter den Faschingsorden gehört er in die Klasse der Speziellen Orden.

## Preisträger
Die bisherigen Preisträger sind:
| - 1973: Werner Finck - 1974: Vicco von Bülow (Loriot) - 1975: Siegfried Sommer - 1976: Gert Fröbe - 1977: Franz Josef Strauß - 1978: Luis Trenker - 1979: August Everding - 1980: Bruno Kreisky - 1981: Sir Peter Ustinov - 1982: Hans-Dietrich Genscher - 1983: Georg Lohmeier - 1984: Helmut Kohl - 1985: Ephraim Kishon - 1986: Emil Steinberger - 1987: Norbert Blüm - 1988: Rudi Carrell - 1989: Joseph Kardinal Ratzinger - 1990: Aenne Burda - 1991: Peter Weck - 1992: Jürgen Möllemann - 1993: Harald Juhnke - 1994: Kurt Wilhelm - 1995: Otto Schenk - 1996: Edmund Stoiber - 1997: Mario Adorf - 1998: Senta Berger - 1999: Christian Ude | - 2000: Roman Herzog - 2001: Thomas Gottschalk - 2002: Christiane Hörbiger - 2003: Alfred Biolek - 2004: Fritz Wepper - 2005: Helmut Dietl - 2006: Sir Peter Jonas - 2007: Iris Berben - 2008: Günther Beckstein - 2009: Hape Kerkeling - 2010: Maria Furtwängler - 2011: Michael „Bully“ Herbig - 2012: Vitali Klitschko und Wladimir Klitschko P1 - 2013: Til Schweiger - 2014: Horst Seehofer - 2015: Heino P2 - 2016: Miroslav Nemec und Udo Wachtveitl - 2017: Dieter Reiter - 2018: Philipp Lahm - 2019: Andreas Gabalier P3 - 2020: Markus Söder - 2021: Dieter Hallervorden - 2023: Monika Gruber - 2024: Volker Heißmann und Martin Rassau - 2025: Günther Jauch |